# 222 (număr)
222 (două sute douăzeci și doi) este numărul natural care urmează după 221 și precede pe 223 într-un șir crescător de numere naturale.

## În matematică
222:
- Este un număr par.
- Este un număr compus.[1]
- Este un număr abundent.[2][3]
- Este un număr Erdős-Woods[4][5]
- Este un număr noncototient.[6]
- Este un număr semiperfect (pseudoperfect).[7][8]
- Este un număr 75-gonal.[9][10]
- Este un număr repdigit.[11][12]
- Este un număr strobogramatic[13][14] (cu simetrie verticală la afișarea cifrelor cu 7 segmente).
- Suma cifrelor sale în zecimal (2 + 2 + 2 = 6) este aceeași cu cea din binar.[15]
- Există 222 de latici cu 10 noduri neetichetate.[16]
- Există 222 de moduri de încorporare a unui graf conectat cu 6 muchii într-o latice pătrată.[17]

## În știință

### În astronomie
- Obiectul NGC 222 din New General Catalogue este un roi deschis cu o magnitudine 12,64 în constelația Micul Nor al lui Magellan.
- 222 Lucia este un asteroid din centura principală.
- 222P/LINEAR este o cometă periodică din sistemul nostru solar.